# Sparvo
Sparvo es una fracción de la comuna de Castiglione dei Pepoli a solo 5,23 kilómetros de este Municipio del cual forma parte.
Está ubicado en la ciudad de Bolonia en la región de Emilia-Romagna. Según estimaciones del año 2011 la población era de 75 habitantes.
Estudios de toponimia sobre Sparvo indican que el origen del nombre es lombardo. Se conecta con la lengua germánica haciendo referencia al sparwari cuyo significado es (gavilán) o el sparwo que se define con la palabra (gorrión), ambas expresiones con un clara referencia a un ave.
Los primeros registros de Sparvo datan del 14 de agosto de 1164 que hacen mención al emperador Federico I Barbarroja cuando se menciona el Río Setta. Posteriormente existen registros de la Iglesia San Miguel Arcángel de Sparvo.